# شهرستان تروکمارتون (تگزاس)
شهرستان تروکمارتون، تگزاس (به انگلیسی: Throckmorton County, Texas) یک سکونتگاه مسکونی در ایالات متحده آمریکا است که در تگزاس واقع شده‌است.

## خصوصیات
شهرستان تروکمارتون ۲٬۳۶۹٫۸۵ کیلومترمربع مساحت دارد.